# Спелеотерапія

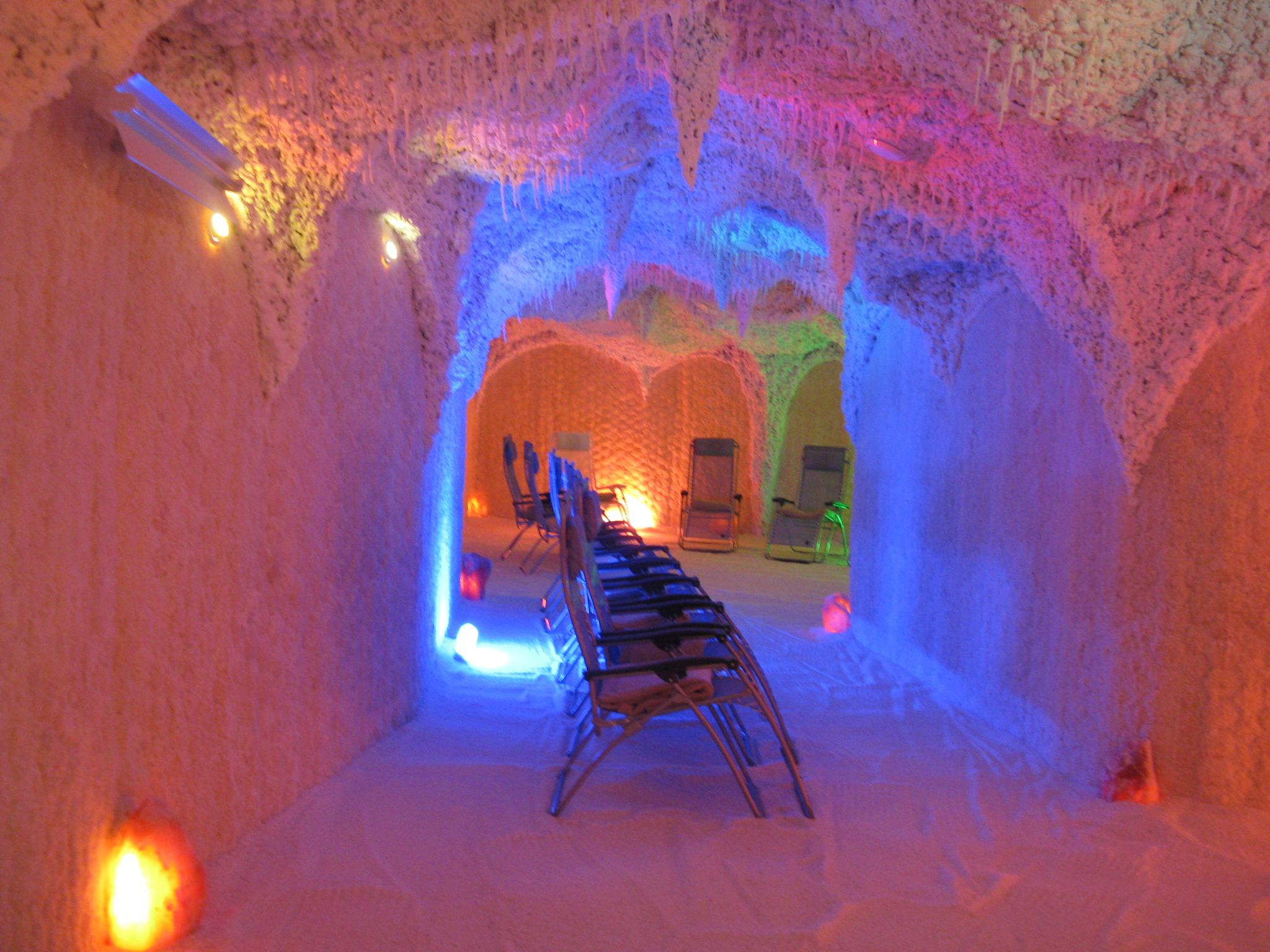
Соляна лікарня в Бад-Зодені, Німеччина

Спелеотерапія (грец.speleon — печера, therapia — лікування) — немедикаментозний спосіб лікування, різновид кліматотерапії. Суть методу полягає в лікуванні тривалим перебуванням в умовах своєрідного мікроклімату печер, гротів, соляних копалень, шахт. Спелеотерапія застосовується для лікування хворих з бронхіальною астмою та іншими захворюваннями органів дихання, гіпертонічною хворобою, захворюванням суглобів.

## Опис методу
Ризик алергії в органах дихання зростає у людини внаслідок забруднення повітря природними і техногенними алергенами і атмосферними аерозолями. Саме це і зумовлює важливість перебування в якомога чистішому середовищі, як фактор успішності фармакологічного й інших видів лікування. Таку можливість використовують в кліматотерапії загалом, в тому числі і спелеотерапії.
Мікроклімат печер і соляних шахт, окрім низького вмісту алергенів і полютанів в повітрі, обумовлений його високою іонізацією і присутністю в ньому високодисперсних аерозолів(у випадку соляних шахт, хлориду натрію), а також постійною помірною температурою, вологістю і стабільним тиском. Додаткові лікувальні фактори, характерні для карстових печер, включають підвищену концентрацію вуглекислого газу й радіоактивністю повітря.
Загальна дія спелеотерапії на людський організм ще не вивчена до кінця. Проте встановлено, що печерний і шахтовий мікроклімат позитивно впливає не тільки на функції органів дихання, але також на нервову, серцево-судинну, імунну системи. Окрім того, що повітря печер бідне на патогенну мікрофлору, негативні іони також володіють бактерицидним ефектом. В іонізованому повітрі зростає здатність до концентрації, покращується сприйняття і спадає агресивність. Соляні аерозолі допомагають розрідженню мокротиння і його виведенню з дихальної системи, очищуючи повітряні шляхи аж до бронхіол, і відновлюючи нормальне функціонування бронхів, а покращення дихальної функції в свою чергу сприяє зниження кров'яного тиску в легеневій артерії і в організмі в цілому.
Хворі знаходяться в умовах контрольованого клімату печер і щахт по декілька годин на день протягом всього періоду лікування (стандартний час перебування в холодних печерах і теплих печерах з повищеним вмістом радону в повітрі — 1 година в день; в печерах зі середньою температурою 8-10 годин на день 3-4 рази на тиждень). В 85 % випадків спостерігається покращення стану хворого, але повернення після лікування в звичайне, багате на алергени середовище, часто несе рецидиви (повне видужання частіше відбувається у дітей і хворих легкою формою броніхальної астми).

## Показання і протипоказання
Спелеотерапія, як окремий метод лікування і як частина комплексної терапії, рекомендується хворим бронхіальною астмою в легкій і середньотяжкій атонічній, інфекційно-алергічній і змішаній формах, хронічним бронхітом, хронічною пневмонією, полінозом, алергічним риносинуситом, алергічними патологіями шкіри, гіпертонічною хворобою I і II- А стадії.
Спелеотерапія протипоказана при важких формах бронхіальної астми і гіпертонічної хвороби (а також при більш легких формах при наявності частих кризів), дихальної недостатності й недостатності кровообігу II стадії і вище, дифузному пневмосклерозі і бронхоектазів кісти легень. Очевидно, що спелеотерапія не дає ефекту при гострих захворюваннях (таких, як гостра пневмонія), а також і соматичних (туберкульоз).

## Історія методу
У класичному вигляді спелеотерапія являла собою використання підземних мінеральних і гарячих джерел — підземну бальнео- і гідротерапію. У такому вигляді спелеотерапевтичні лікарні існували в Італії в XIX столітті. У середині того ж століття була зроблена спроба використовувати для лікування повітря печер. Лікарня, заснована в Мамонтовій печері (штат Кентуккі, США), призначалася для туберкульозних хворих. Через кілька місяців, після смерті одного з пацієнтів, лікарня була закрита.
Історія сучасної спелеотерапії бере початок з 50-х років XX століття. У цей час спелеотерапевтичні лікарні виникають в ряді країн Східної та Центральної Європи. В США та Великій Британії спелеотерапія не практикується.
Виникнення спелеотерапії як лікувального методу в «Encyclopedia of Caves and Karst Science» пов'язують з одним із епізодів Другої світової війни. Жителі Еннепеталя (Німеччина) використовували як бомбосховище прилеглу печеру Клютерхеле. Доктор Карл Герман Шпаннагель звернув увагу на покращення самопочуття астматиків, що перебували в печері. Після війни він почав дослідження терапевтичного ефекту печер в лікуванні бронхіальної астми, хронічного бронхіту і коклюшу. Результати досліджень були опубліковані в 1949 році. Після цього спелеолікарні в природних умовах карстових печер виникають в Угорщині й Чехословаччині. Успіхи методу привели до народження міжнародної спелеотерапевтичної спільноти. У 1969 році була заснована Комісія зі спелеотерапії при Міжнародному об'єднанні спелеологів.
У 1968 році в Солотвино (сьогодні територія України) була відкрита перша спелеотерапевтична лікарня на території СРСР, а на наступний рік її територія вперше в світі була розширена після  додаткової виробки шахти за спеціальним проектом. У 1977 році в Пермській області відкрилася перша в світі спелеолікарня в калійному руднику. У 1982 році в СРСР був зроблений ще один важливий крок у спелеотерапії: запатентована перша кліматична камера, обладнана насичувальним соляним фільтром, яка відтворювала умови соляних шахт на поверхні землі.

## Місця розташування спелеотерапевтичних лікарень
- Україна: Соледар[5], Солотвино (соляні й поташеві шахти), Чернівці,  Ужгород , Київ   (штучно створені умови[4]), Славкурорт (штучно створені умови[6]), Трускавець (штучно створені умови), Чернівці (штучно створені умови[7])
- Австрія: Бад-Гаштайн (термальні печери)[4]
- Азербайджан: Дуздаг (соляні печери)[8]
- Вірменія: Аванський соляний комбінат (біля Єревану, соляні шахти)
- Білорусь: Солігорськ (Мінская область) (соляні й поташні шахти)[3][4]
- Угорщина: Будапешт, Мішкольц, Тапольця, система печер Барадла-Доміця (холодні печери)[4]
- Німеччина: Еннепеталь (холодні печери)[4]
- Киргизстан: село Чон-Туз, Кочкорський район, (суха соляна виробка)[3]
- Польща: Величка (соляні й поташні шахти)[4]
- Росія: Пермська область (соляні й поташні шахти і штучно створені умови)[4], Лангепас (ХМАО-Югра)[9]
- Румунія: Тиргу-Окна, Саліна Турда, Прайд (соляні й поташеві шахти)
- Словаччина: Бистрянська печера (район Брезно) і система печер Барадла-Доміца (холодні печери)[4]
- Словенія: Сежана (холодні печери)[4]
- Чехія: Злате Гори і Яворжічко (холодні печери)[4][10]